# Adolf von Königsmarck

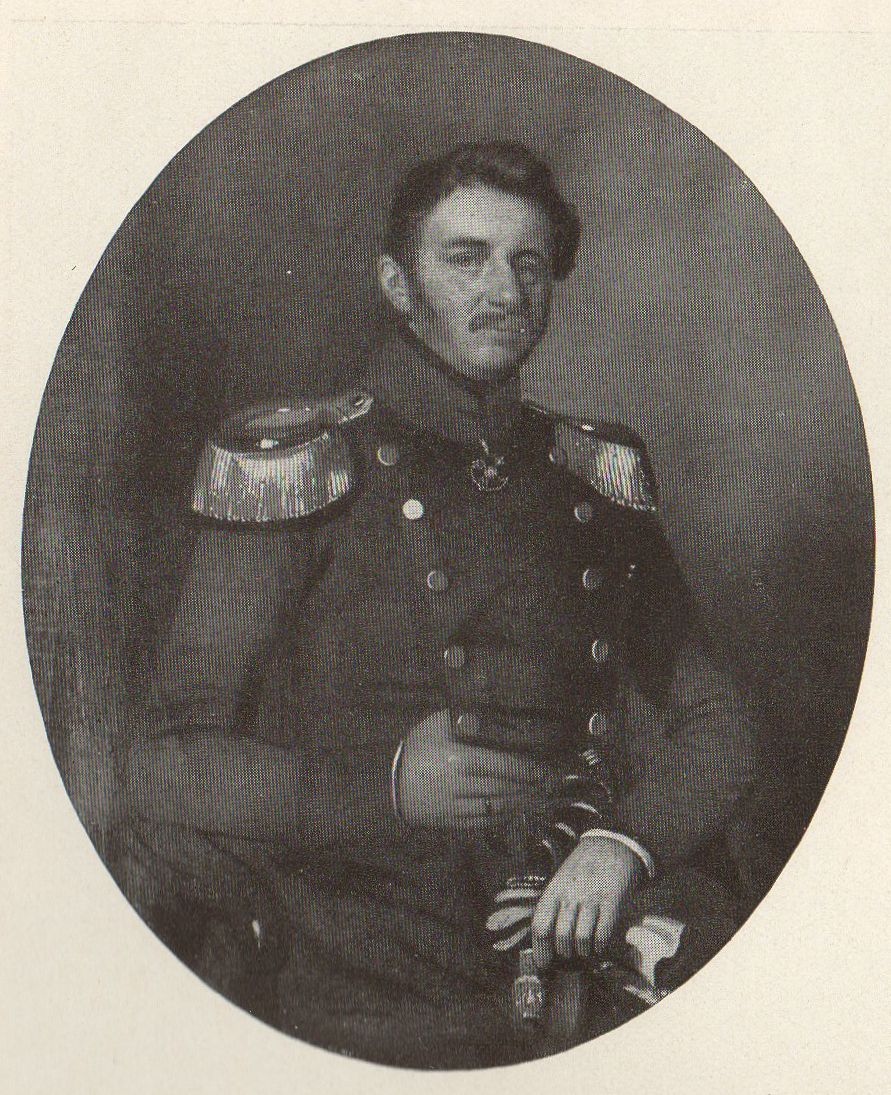
Adolf von Königsmarck

Adolf Wilhelm Hans Graf von Königsmarck (* 7. Oktober 1802; † 28. Juli 1875) war ein brandenburgischer Landtagsabgeordneter und preußischer Major.

## Herkunft
Seine Eltern waren Hans Valentin von Königsmarck (* 7. Juni 1773; † 26. November 1849) und dessen Ehefrau Henriette von Struensee (1779–1832), diese war die Tochter des Finanzministers Carl August von Struensee. Sein Bruder Hans (1799–1876) war Gesandter in Konstantinopel und Mitglied des Preußischen Herrenhauses, Otto (1815–1889) war Oberpräsident der Provinz Posen und kurzzeitig Preußens Landwirtschaftsminister.

## Leben
Adolf von Königsmarck wurde Vize-Ober-Schlosshauptmann von Rheinsberg mit dem Prädikat „Exzellenz“, Domherr zu Havelberg – obwohl das Domkapitel eigentlich schon aufgelöst war, erhielt Adolf von Königsmarck auf Antrag seines Vaters ab 1825 vierteljährlich eine Präbende von 400 Talern –, Landtagsabgeordneter der Kurmark Brandenburg und preußischer Major.
1848 war Adolf von Königsmarck Adjutant des Prinzen Wilhelm. Ein Schreiben des Prinzen vom 12. März dieses Jahres, das wohl an den Chef der Gardeinfanterie Karl Ludwig von Prittwitz gerichtet war und zum raschen und heftigen Durchgreifen im Falle revolutionärer Versammlungen um das Schloss mahnte, wurde später im Archiv der Familie von Königsmarck gefunden. Wilhelm hatte in diesem Schreiben darauf gedrungen, im Falle des Ausrückens gleich mindestens drei Bataillone in Bewegung zu setzen. Am 15. März stand dann aber, anders als drei Tage später, doch nur ein einziges Bataillon zum Schutz des Schlosses bereit. Es ist unbekannt, ob Adolf von Königsmarck das Schreiben gar nicht überreicht hat oder ob er es nach Einsichtnahme durch den Adressaten wieder ausgehändigt bekommen und später aufbewahrt hat. An eine absichtliche Unterschlagung durch Adolf von Königsmarck im Sinne der Deeskalation ist jedoch kaum zu denken, da er wenige Tage später, am 18. März, einen ähnlichen Auftrag des Prinzen offenbar in sehr verschärfter Form weitergegeben hat: Wilhelm hatte befohlen, den Schlossplatz durch Kavallerie räumen zu lassen, jedoch ausdrücklich hinzugefügt, dass in langsamem Tempo und nicht mit gezogenen Säbeln geritten werden sollte. Die Ausführung entsprach nicht dem Befehl, sondern geschah in scharfem Trab und mit blanker Waffe. Karl August Varnhagen von Ense, der in Königsmarcks Palais wohnte, überlieferte denn auch die Reaktion Königsmarcks über Diskussionen zu diesem Thema: Er „lächelte behaglich über den Zweifel und meinte, man habe wohl mit dem Gesindel noch erst viel Umstände machen sollen?“ Noch kurz vor der Flucht des Prinzen aus dem Berliner Schloss soll dieser weitere Zeilen mit Befehlen zu Papier gebracht haben, die aber unvollendet blieben. Es wurde schon damals spekuliert, dass auch diese Zeilen bei Graf Königsmarck verblieben.

## Familie
1825 heiratete er Josephine von Miaskowska († 9. Januar 1862), eine Tochter der Marianne von der Mark. Aus der Ehe gingen drei Töchter und ein Sohn hervor:
- Elisabeth (* 22. November 1825; † 14. Oktober 1901) ⚭ 18. Mai 1853 Gustav Gans zu Putlitz (wohnten im Königsmarckschen Palais in Berlin)
- Hans Adolf (* 22. April 1827; † 24. Mai 1830)
- Adolf Hans Josef (* 21. Februar 1830; † 24. August 1878) ⚭ 1. März 1863 Elisabeth von Kleist (* 30. September 1841; † 17. Februar 1921)
- Anna (* 16. Februar 1832; † 3. Februar 1919) ⚭ 24. August 1863 Ludwig August von der Asseburg (1829–1909), Sohn des Ludwig von der Asseburg
- Hedwig (* 6. Juli 1835)